# Montgradail
Montgradail település Franciaországban, Aude megyében. Lakosainak száma 49 fő (2022. január 1.). Montgradail Bellegarde-du-Razès, La Courtète, Escueillens-et-Saint-Just-de-Bélengard, Hounoux és Mazerolles-du-Razès községekkel határos.

## Népesség
A település népességének változása:
| Lakosok száma | 76   | 60   | 60   | 61   | 60   | 56   | 47   | 46   | 45   | 49   |
|               | 1968 | 1982 | 1990 | 2006 | 2013 | 2015 | 2017 | 2019 | 2020 | 2022 |